# Renata Sayuri
Renata Sayuri Kajiyama, ou simplesmente Renata Sayuri (Taubaté, 13 de março de 1981), é uma ex-apresentadora e ex-atriz nipo-brasileira.

## Carreira
Neta de japoneses, Renata começou a carreira fazendo participações no programa de televisão Fantasia, do SBT, no fim da década de 1990, mas tornou-se conhecida de fato a partir de agosto de 2000, quando a Bandeirantes lançou o programa de desenhos infanto-juvenil Band Kids, apresentado por Sayuri sob a pele da heroína Kira, cujo figurino havia sido inspirado nos personagens de anime.
Chegou a iniciar faculdade de jornalismo, mas abandonou o curso logo no começo para reportar os bastidores das gravações de Gaijin 2 (filme de Tizuka Yamasaki), realizadas em 2002.
Ainda em 2002, estreou na novela Pequena Travessa, do SBT, interpretando a personagem Beth, e anos mais tarde participaria de outra novela no mesmo canal, Revelação, interpretando a personagem Drª. Fernanda.
Em 2004, interpretou a personagem Rita na minissérie Um Só Coração, apresentada na Rede Globo, e nesse mesmo ano foi entrevistada na Rádio Jovem Pan FM, no programa Pânico, que marcou um pico de 4 pontos de audiência na ocasião[carece de fontes?].
Ainda em 2004, fez a peça infantil "A Revolta dos Brinquedos", que ficou em cartaz no Rio de Janeiro, e interpretou a fada Do-I no episódio "O Pequeno Samurai" do Sítio do Picapau Amarelo.
Além de ter atuado em outras peças teatrais e episódios de séries, foi apresentadora de programas de entretenimento na extinta IPCTV e participou de filmes e campanhas publicitárias, inclusive na China.

## Linha do tempo

### Televisão e cinema
| Ano       | Título                                                                 | Função / Personagem |
| --------- | ---------------------------------------------------------------------- | ------------------- |
| 1997      | Fantasia                                                               | Garota Fantasia     |
| 1998      | Fantasia                                                               | Garota Fantasia     |
| 1999      | Fantasia                                                               | Garota Fantasia     |
| 2000      | Fantasia                                                               | Garota Fantasia     |
| Band Kids | Apresentadora (Kira)                                                   |                     |
| Band Kids | Apresentadora (Kira)                                                   | 2001                |
| 2002      | Guia Brasil                                                            | Apresentadora       |
| 2002      | IPC no Ar                                                              | Apresentadora       |
| 2002–2003 | Pequena Travessa                                                       | Beth                |
| 2004      | Um Só Coração                                                          | Rita Fujihara       |
| 2004      | Sítio do Picapau Amarelo (episódio "O pequeno samurai")                | Fada Do-I           |
| 2005      | Jogo Subterrâneo                                                       | Jovem no metrô      |
| 2005      | Mandrake (episódio "A cidade não é aquilo que se vê do Pão de Açúcar") | Gisele              |
| 2007      | Toma Lá, Dá Cá (episódio "O y do problema")                            | Furico              |
| 2008      | Revelação                                                              | Drª. Fernanda       |
| 2009      | Revelação                                                              | Drª. Fernanda       |
| 2010      | O Super Sincero (episódio "SPA de relaxamento")                        | Yasmin              |
| 2011      | Malhação (participou de 1 episódio)                                    | Sara Lee            |
| 2011      | 9mm: São Paulo (episódio "O nascer da lua cheia")                      | Gisela Nagaoka      |
| 2013      | Estação Liberdade                                                      | A japonesa          |
| 2016      | Deixe-me Viver                                                         | Irmã Rosália        |

## Vida pessoal
Em 2022 o Ministério Público do Estado de Minas Gerais ofereceu denúncia contra Renata Sayuri solicitando sua internação compulsória sob o argumento de que “a requerida possui problemas mentais e atualmente encontra-se alterada e agressiva, agredindo e ameaçando as pessoas na rua sem motivo, oferecendo risco para si e para terceiros”, tendo a denúncia sido acatada pelo juiz de direito da comarca de Cruzília/MG, que autorizou inclusive o auxílio de força policial para o cumprimento da sentença, se fosse necessário (proc. n° 5001625-36.2022.8.13.0208).
Renata também responde desde 2023 a um processo por perturbação do trabalho ou do sossego alheios (proc. n° 5000003-82.2023.8.13.0208), que se encontra atualmente suspenso.
Em 2024 foi internada em uma clínica psiquiátrica para dependentes químicos na cidade de São Sebastião do Paraíso, interior de Minas Gerais. De acordo com pessoas próximas a Sayuri, ela estava bastante debilitada devido ao abuso de entorpecentes, o que foi desmentido pela própria Renata em sua página no Instagram.